# Primula jeffreyi
Primula jeffreyi (лат.) — многолетнее травянистое растение, вид рода Первоцветные (Primula) семейства Первоцветные (Primulaceae). Произрастает в Северной Америке.

## Этимология
Название рода происходит от латинского слова prímus («первый») и объясняется тем, что многие виды первоцвета цветут ранней весной, одними из первых, иногда ещё до того, как полностью сойдёт снег. Отсюда же происходит и русское название. 
Видовой эпитет jeffreyi — в честь шотландского ботаника и охотника за растениями Джона Жеффрея (1826—1854). Перевод на русский названия вида будет первоцвет Жеффрея (по аналогии Pinus jeffreyi — сосна Жеффрея), но это название не встречается в источниках. На садоводческих сайтах и магазинах растение фигурирует под названием додекатеон Джеффри, поскольку ранее вид относился к роду додекатеон (Dodecatheon).  

## Описание

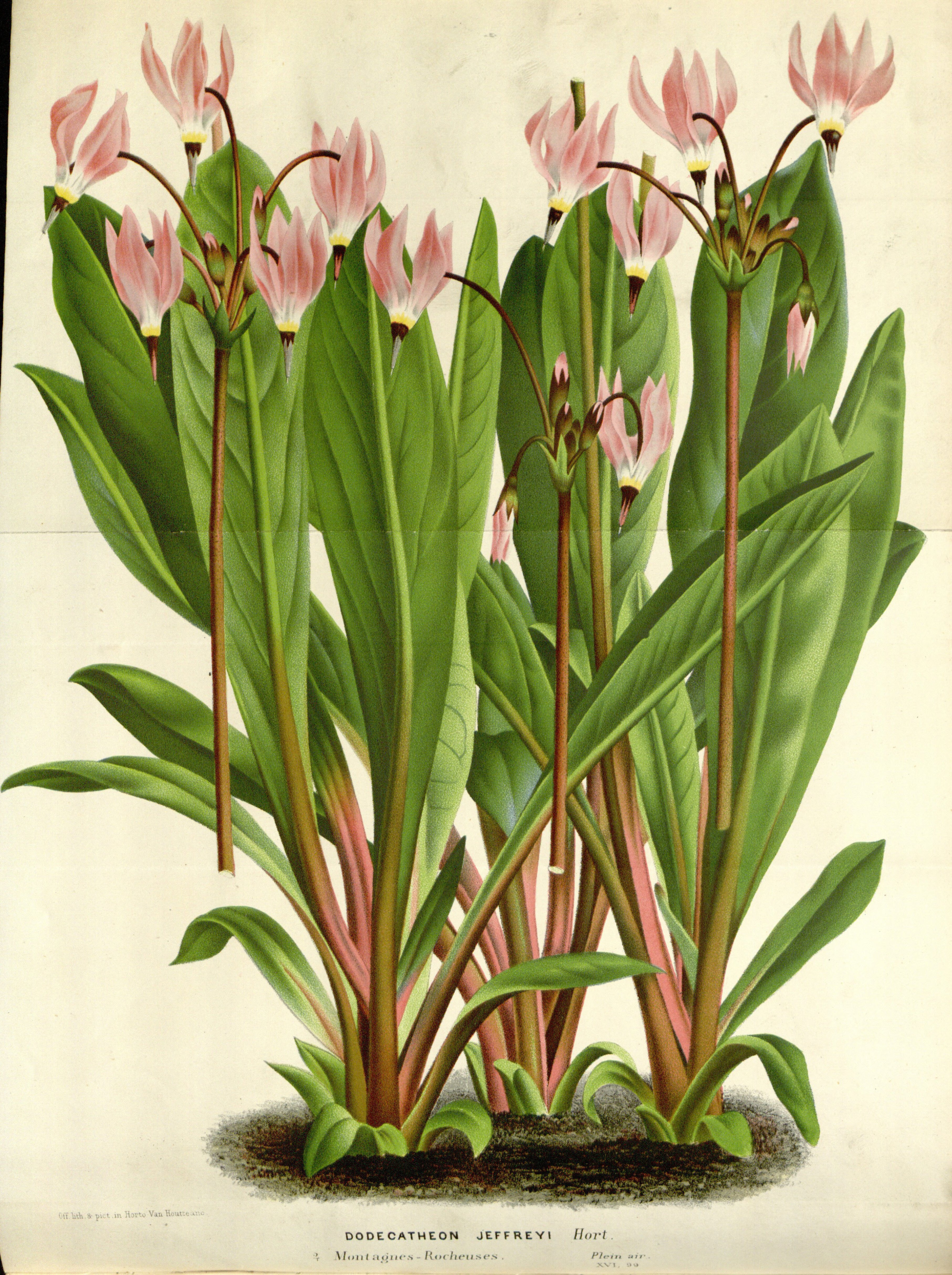
1865–1867 годов

Primula jeffreyi — многолетнее травянистое растение. Стебель высотой 10-60 см, тонкий, опушённый, тёмного цвета.
Листья длиной 9–50 см, листовая пластинка линейно-обратноланцетная или обратноланцетная, обычно сужающаяся к черешку, цельнокрайняя или городчатая.
Соцветие состоит из 3-18 эффектных цветков. Молодой цветок склонён вниз, его заострённый центр направлен к земле, с возрастом становится более прямым. Цветок содержит 4–5 отогнутых чашелистиков розового, лавандового или белого оттенков, которые прилегают к цветку. У чашелистика есть пятно ярко-жёлтого цвета. Из устья венчика выступают большие тёмные пыльники, окружающие нитевидное рыльце. Цветёт в июне-августе. Плод округлонадрезной или с клапанами.

## Ареал и местообитание
Растение распространено на западе Северной Америки от Калифорнии до Аляски и Монтаны. Растёт на горных влажных и сухих лугах и по берегам ручьёв на высоте 600–3000 м над уровнем моря.

## Таксономия
Раньше вид относили к роду Дряквенник, в 2007 году Маст и Ревил перенесли его в род Первоцвет.

### Синонимы
По данным POWO в синонимику вида входят следующие названия:
- Dodecatheon crenatum Greene
- Dodecatheon dispar A.Nelson
- Dodecatheon exilifolium J.F.Macbr. & Payson
- Dodecatheon glandulosum Eastw.
- Dodecatheon jeffreyanum K.Koch
- Dodecatheon jeffreyi Van Houtte
- Dodecatheon jeffreyi var. odoratum Eastw.
- Dodecatheon jeffreyi subsp. pygmaeum (H.M.Hall) H.J.Thomps.
- Dodecatheon jeffreyi var. typica R.Knuth
- Dodecatheon jeffreyi var. vivaparum (Greene) Abrams
- Dodecatheon meadia var. jeffreyi (Van Houtte) K.Brandegee
- Dodecatheon meadia var. lancifolium A.Gray
- Dodecatheon viviparum Greene
- Meadia jeffreyi (Van Houtte) Kuntze

## Галерея

Primula jeffreyi (Dodecatheon jeffreyi)
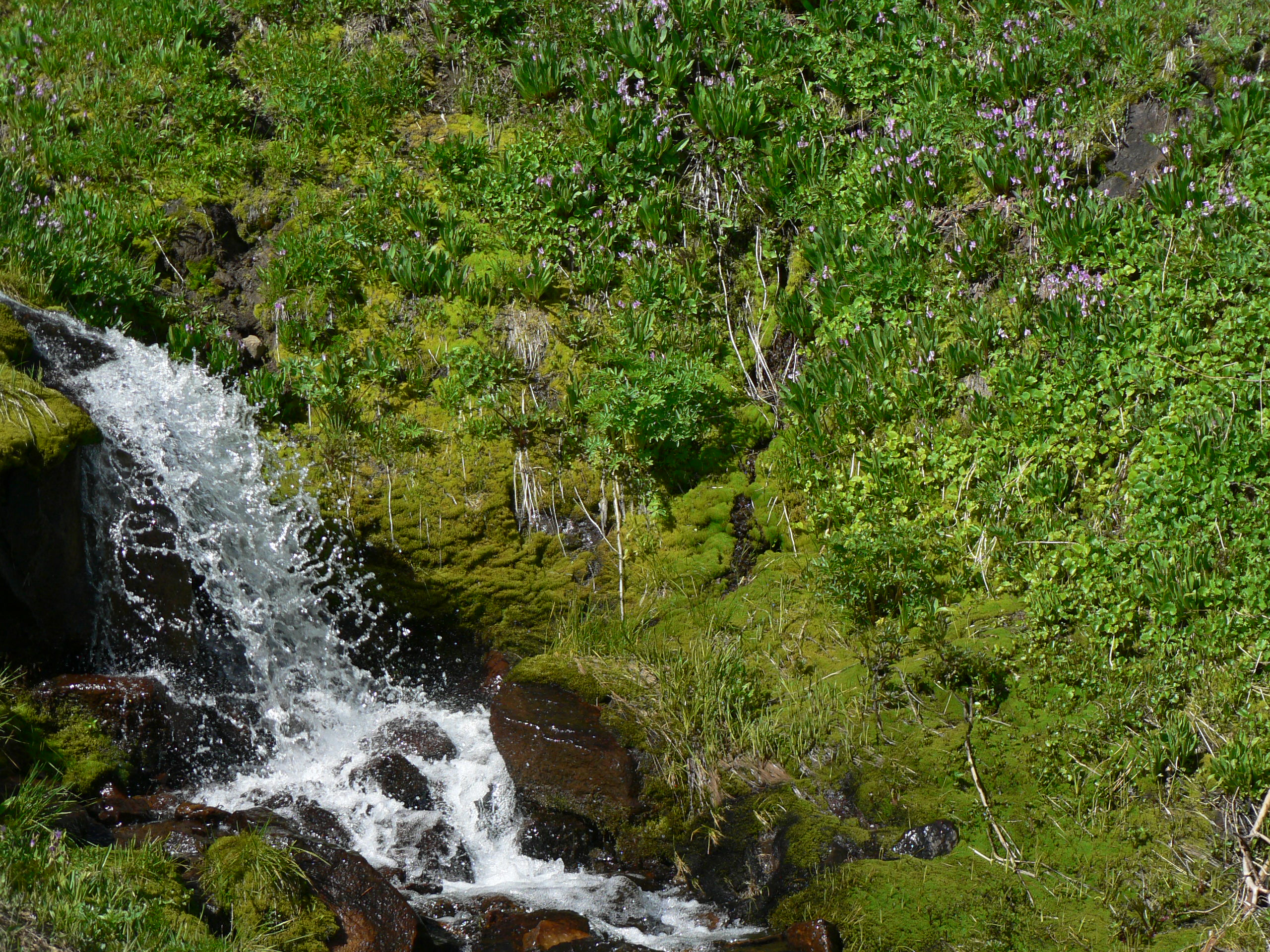
Аспект цветущих растений в заповеднике Henry M. Jackson Wilderness[англ.], штат Вашингтон
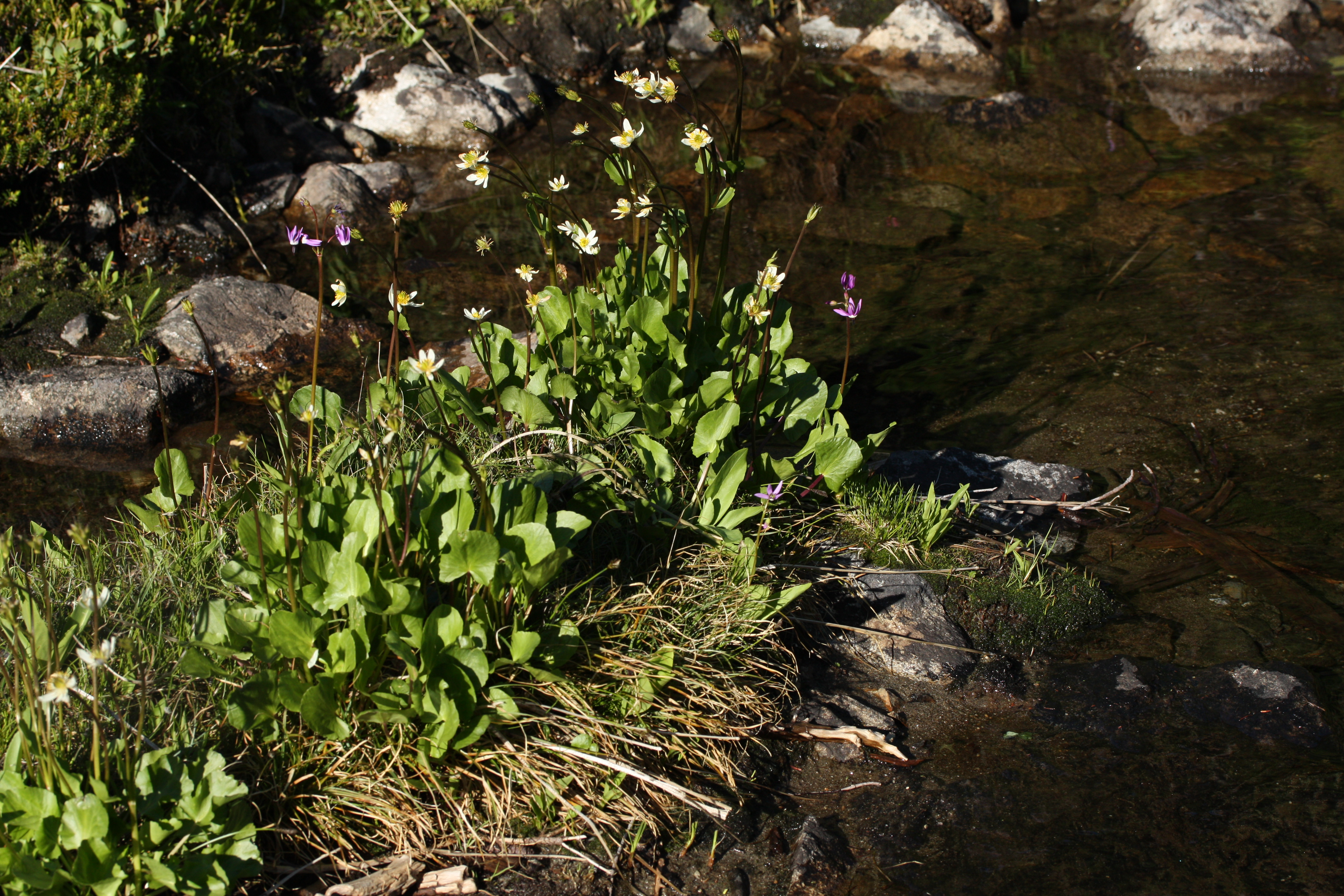
Группа цветущих растений в заповеднике Henry M. Jackson Wilderness[англ.], штат Вашингтон
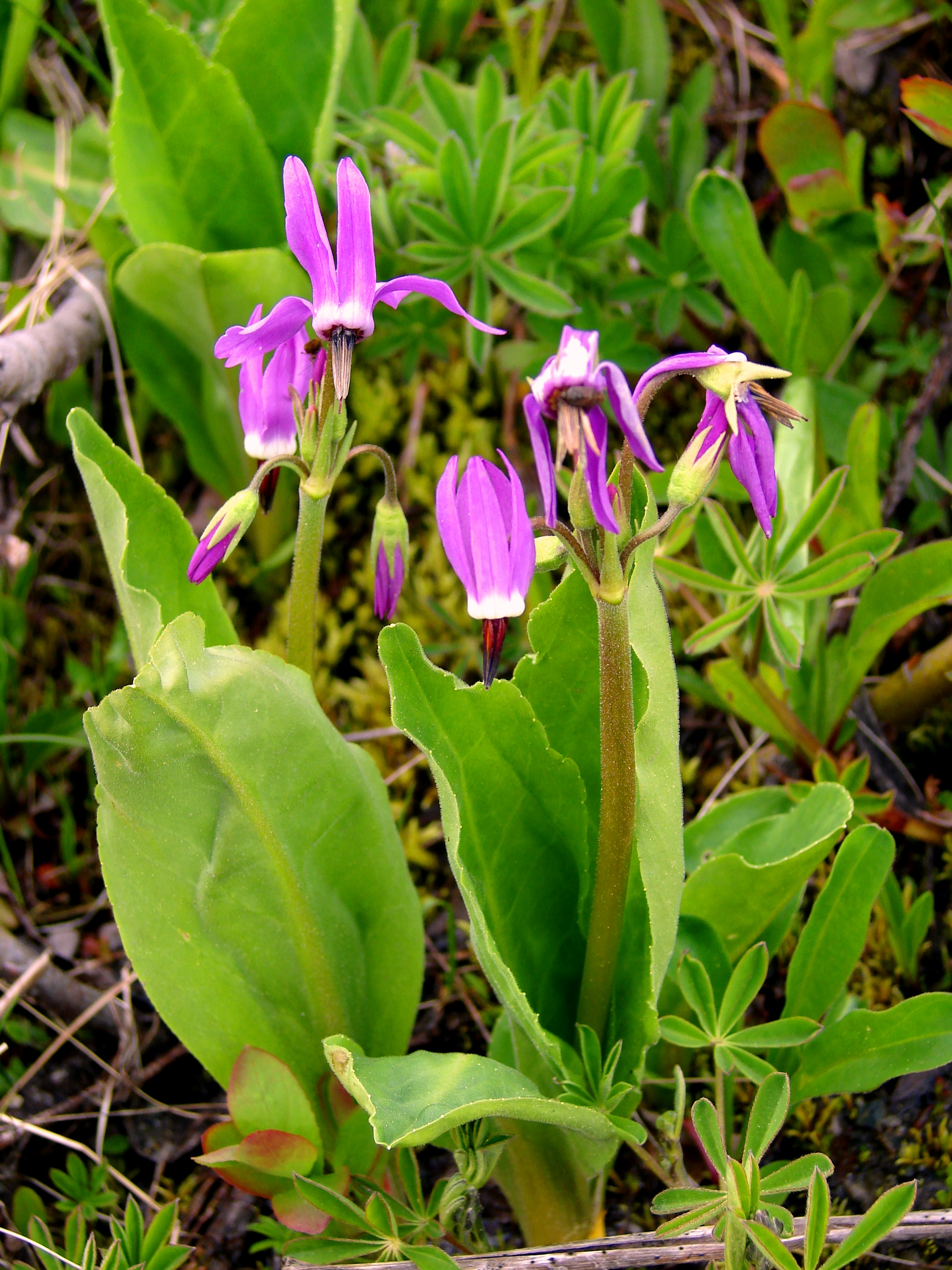
Общий вид цветущего растения
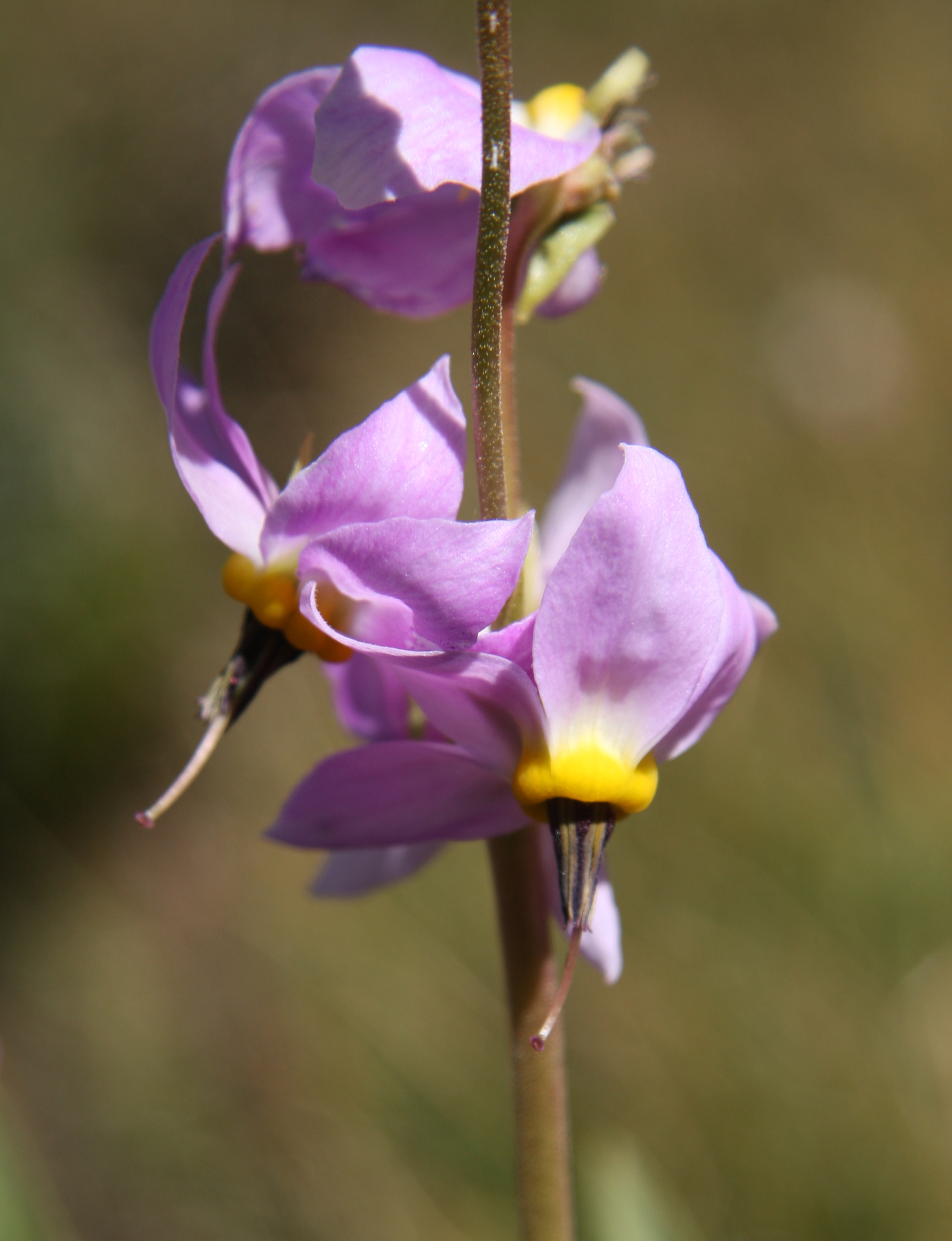
Цветки